# Robin R 3000
Le Robin R 3000 est un avion de tourisme monomoteur métallique quadriplace de la société Avions Pierre Robin, qui a depuis été rachetée par le groupe APEX Aviation.

## Historique
Développé à la fin des années 1970, le prototype du RAvion à ailes 3000 (no 01 F-WZJY) décolle pour la première fois le 8 décembre 1980. Il est équipé d'un moteur Lycoming 0-235 de 143 ch. À l'origine, Pierre Robin prévoyait une gamme allant du RAvion à ailes 3100 (108 ch) au RAvion à ailes 3280 S (280 ch turbocompressé et train rentrant).
La gamme prévue en 1980 :
- R3100 : biplace-école (sans siège arrière).
- R3120 : 2+2
- R3140 E : quadriplace économique.
- R3140 T : quadriplace de tourisme à carburateur.
- R3160 T : quadriplace de tourisme à carburateur.
- R3180 T : quadriplace de tourisme à carburateur et train rentrant.
- R3180 R : remorqueur de planeurs et banderoles publicitaires.
- R3180 GT1 : quadriplace de grand tourisme turbo et train fixe.
- R3180 GT2 : quadriplace de grand tourisme turbo et train rentrant.
- R3280 S : quadriplace sport, train escamotable et moteur turbo.

En 1981, la société Avions Pierre Robin rencontre des difficultés financières. L'État accorde à Pierre Robin la poursuite de son activité, mais décide, cependant, que la commercialisation des avions R 3000 devait être assurée par le constructeur concurrent Socata, du mois de septembre 1983 au mois de février 1988. Dans les accords passés entre les constructeurs et l'État, Pierre Robin n'avait pas le droit de proposer un quatre places métallique de 180 ch et plus, afin de ne pas concurrencer les avions de la Socata. Néanmoins, une petite astuce permet au constructeur de baptiser R 3000/140 le 160 ch et R 3000/160 le 180 ch. Ainsi débute en juin 1984, la commercialisation du Robin R 3000 avec le premier appareil de série, un R 3000/140 (160 ch) F-GDYI.
La société Avions Pierre Robin sort, fin 1984, le prototype du R 3000/100 de 108 ch (F-WEIA), mais le projet est rapidement abandonné pour cause d'une motorisation trop faible pour ce genre d'appareil.
En 1985, le R 3000/120 (118 ch) est certifié. Le ciel dijonnais voit, également, l'arrivée du prototype du R 3000 remorqueur (F-WEIK), équipé d'un moteur lycoming 0-360 de 180 ch.
En 1988, Robin lance la commercialisation du R 3000/160 (180 ch) et arrête la fabrication du R 3000/120. La même année, le prototype du R 3000 remorqueur subit de grandes modifications pour donner naissance à une version rallongée de 235 ch et de six places, le R 3000/235 4+2 (l'avion est toujours visible aujourd'hui, il est immatriculé F-GZJL).
En 1990, le prototype du R 3000/100 (108 ch) est transformé pour accueillir le moteur V6 PRV (Peugeot-Renault-Volvo) de 185 ch.
En 1992, les R 3000/140 (160 ch) et R 3000/160 (180 ch) sont certifiés aux États-Unis.
Après la réalisation du R 3000/235 4+2, le bureau d'étude des Avions Pierre Robin travaille sur le projet d'un R 3000/200 (200 ch) train rentrant. Les ailes et le fuselage sont réalisés, mais le projet est abandonné avant son terme, l'avion ne verra jamais le jour.
Victime d'une diffusion sous tutelle de la Socata au début de sa carrière, le Robin R 3000 ne connaît pas un grand succès, car mal connu.
Malgré des performances et des prix de vente sensiblement identiques au Robin DR-400 de même puissance, les acheteurs préfèrent investir dans ce dernier, compte tenu de l'avenir incertain du R 3000. 
En 1997, le groupe Apex Aircraft décide d'arrêter la fabrication du Robin R 3000, jugée peu rentable pour l'entreprise.

## La gamme Robin R 3000
- R-3000 120 (118 ch)
- R-3000 120D (116 ch)
- R-3000 140 (160 ch)
- R-3000 160 (180 ch)
- R-3000 160S (180 ch)

Les modèles jusqu'au 118 ch, sont dits « 2+2 », c'est-à-dire pour 2 adultes et 2 enfants (ou 3 adultes), les autres sont tous quadriplaces, les 160 et 180 ch emmenant sans problème 4 passagers, le plein d'essence et quelques bagages. La conception de l'avion est moderne, c'est une structure en aluminium à aile basse qui permet d'avoir une excellente visibilité et  munie d'un empennage en T (le plan de profondeur est monté en haut de la dérive). Le train d'atterrissage est tricycle.

## Caractéristiques
|                                  | R-3000 120     | R-3000 160     | R-3000 180     |
| -------------------------------- | -------------- | -------------- | -------------- |
| Motorisation                     | Lycoming O-235 | Lycoming O-320 | Lycoming O-360 |
| Puissance                        | 118            | 160            | 180            |
| Envergure (m)                    | 9,81           | 9,81           | 9,81           |
| Longueur (m)                     | 7,51           | 7,51g          | 7,51           |
| Hauteur (m)                      | 2,66           | 2,66           | 2,66           |
| Surface alaire (m²)              | 14,47          | 14,47          | 14,47          |
| VNE (km/h)                       | 276            | 314            | 314            |
| Vitesse de croisière (km/h)      | 194            | 209            | 225            |
| Masse à vide (kg)                | 580            | 600            | 650            |
| Masse maximale au décollage (kg) | 900            | 1050           | 1150           |